# Dobratice
Dobratice (en allemand : Dobratitz ; en polonais : Dobracice) est une commune du district de Frýdek-Místek, dans la région de Moravie-Silésie, en République tchèque. Sa population s'élevait à 1 312 habitants en 2021.

## Géographie
Dobratice se trouve à 10 km à l'est-sud-est de Frýdek-Místek, à 25 km au sud-est d'Ostrava et à 295 km à l'est-sud-est de Prague.
La commune est limitée par Vojkovice au nord, par Dolní Tošanovice au nord et à l'est, par Komorní Lhotka au sud-est et au sud, par Vyšní Lhoty au sud-ouest et par Nižní Lhoty et Nošovice à l'ouest.

## Histoire
La première mention écrite du village date de 1580.

## Administration
La commune se compose de deux quartiers :
- Bukovice
- Dobratice

## Transports
Par la route, Dolní Domaslavice se trouve à 13 km de Frýdek-Místek, à 34 km d'Ostrava et à 365 km de Prague.